# Pidonia limbaticollis
Pidonia limbaticollis är en skalbaggsart. Pidonia limbaticollis ingår i släktet Pidonia och familjen långhorningar.

## Underarter
Arten delas in i följande underarter:
- P. l. limbaticollis
- P. l. ohbayashii
- P. l. stephani